# Parlamentarni izbori u Crnoj Gori 2020.
Parlamentarni izbori u Crnoj Gori 2020. održani su 30. kolovoza 2020. godine. 

## Kandidirane liste
Kandidirale su se liste:
1. Socijaldemokrate – Ivan Brajović – Mi odlučujemo DOSLJEDNO

1. Bošnjačka stranka – Ispravno – Rafet Husović
2. Hrvatska građanska inicijativa (HGI) – Svim srcem za Crnu Goru
3. SDP – Jaka Crna Gora!
4. Hrvatska reformska stranka Crne Gore (HRS)
5. dr Dritan Abazović – Crno na bijelo – dr Srđan Pavićević – (Građanski pokret URA, Stranka pravde i pomirenja, Grupe birača CIVIS i nezavisni intelektualci) – Građani!
6. Albanska Koalicija „Jednoglasno“ Demokratska Partia, Demokratska Unija Albanaca i Demokratski Savez u Crnoj Gori
7. Odlučno za Crnu Goru! DPS – Milo Đukanović
8. Za budućnost Crne Gore – Demokratski front (Nova srpska demokratija, Pokret za promjene, Demokratska narodna partija), Socijalistička narodna partija Crne Gore, Prava Crna Gora, Ujedinjena Crna Gora, Radnička partija, Partija udruženih penzionera i invalida, Jugoslovenska komunistička partija Crne Gore, Srpska radikalna stranka, Stranka penzionera invalida i socijalne pravde) – prosrpska koalicija
9. Albanska lista – Genci Nimanbegu, Nik Gjeloshaj
10. Aleksa Bečić – Miodrag Lekić – Mir je naša nacija – Demokrate – Demokratska Crna Gora – DEMOS – Partija penzionera invalida i restitucije – Građanski pokret Nova ljevica

## Ozračje
Mjesecima pred izbore, Crna Gora bila je pod velikim udarom velikosrpstva, osobito preko Srpske pravoslavne Crkve. Zadnji val nemira bio je zbog crnogorskog osporavanja pripadnosti imovine Srpskoj pravoslavnoj Crkvi, koja je tu imovinu dobila otimanjem i nasilnim gašenjem Crnogorske pravoslavne Crkve nakon velikosrpske okupacije Crne Gore 1918. godine.  Uz to je Crna Gora skoro par godina bila destabilizirana nemirima, prosvjedima (prosvjednim procesijama protiv Zakona o vjerskim slobodama i dr.), četničkim skupovima, pritiscima iz Srbije i Republike Srpske pa i pokušajem puča, za što su svibnja 2019. nepravomoćno osuđeni čelnici oporbenog prosrpskog i proruskog Demokratskog Fronta (DF), Andrija Mandić i Milan Knežević, na kaznu zatvora u trajanju od 5 godina zbog "sudjelovanja u organizaciji pokušaja terorističkog napada i prevrata na dan parlamentarnih izbora Crnoj Gori 16. listopada 2016. godine, radi sprječavanja ulaska Crne Gore u NATO".
Budući da su nacionalne manjine u Crnoj Gori jezičac na vagi državotvornosti, i redovito se opredjeljuju za političke opcije samostalne Crne Gore, a protiv velikosrpske politike kojoj je središte u Beogradu, bile su izložene prijetnjama i drugim zastrašivanjima uoči izbora.
|                    |              |                 |
| Zdravko Krivokapić | Aleksa Bečić | Dritan Abazović |

## Odaziv
Biračko pravo iskoristilo je 409.880 birača.
Na izborima je relativni pobjednik Demokratska partija socijalista, stranka predsjednika Mile Đukanovića. Oporba je nastupila u tri različita saveza. Programi oporbenih saveza krajnje su odudarali, od zalaganja za bliže veze s Rusijom do ulaska u EU. Zajednička crta oporbe bilo je rušenje s vlasti stranke predsjednika Đukanovića, kojeg su optuživali za korupciju, umiješanost u organizirani kriminal i autoritarnost. Druga po broju osvojenih glasova je prosrpska koalicija  "Za budućnost Crne Gore".
Hrvati su ostali bez mandata zbog unutarstranačkih sukoba i raskola u stranci i među biračima.

## Rezultati
Rezultati izbornih lista:
| Stranka                             | Br. glasova | Postotak |
| ----------------------------------- | ----------- | -------- |
| DPS (Đukanović)                     | 143.548     | 35,06%   |
| Za budućnost Crne Gore (Krivokapić) | 133.267     | 32,55%   |
| Mir je naša nacija (Bečić)          | 51.297      | 12,53%   |
| Crno na bijelo (Abazović)           | 22.680      | 5,54%    |
| SD (Brajović)                       | 16.769      | 4,10%    |
| Bošnjačka stranka (Husović)         | 16.286      | 3,98%    |
| SDP                                 | 12.839      | 3,14%    |
| Albanska lista                      | 6.488       | 1,58%    |
| Albanska koalicija                  | 4.675       | 1,14%    |
| HGI                                 | 1.106       | 0,27%    |
| HRS                                 | 496         | 0,12%    |

Polučeni mandati izbornih lista:
- Odlučno za Crnu Goru! DPS – Milo Đukanović - 30 mandata
- koalicija Za budućnost Crne Gore (DF, SNP, Prava...) – 27 mandata
- koalicija Aleksa Bečić – Miodrag Lekić – Mir je naša nacija  – 10 mandata
- platforma Dritan Abazović Crno na bijelo – Srđan Pavićević – (URA, SPP, CIVIS) – 4 mandata
- Socijaldemokrati – Ivan Brajović – Mi odlučujemo dosljedno – 3 mandata
- Bošnjačka stranka – “Ispravno – Rafet Husović” – 3 mandata
- SDP – Jaka Crna Gora! – 2 mandata
- Albanska lista – 1 mandat
- Albanska koalicija – Jednoglasno – 1 mandat
- Hrvatska građanska inicijativa (HGI) – Svim srcem za Crnu Goru – 0
- Hrvatska reformska stranka Crne Gore (HRS) – 0